# توزنده جان کهنه
توزنده جان ، روستایی از توابع بخش طاغنکوه شهرستان فیروزه در استان خراسان رضوی ایران است.از فردوسی و متین توزنده جانی می‌توان به عنوان مشاهیر این روستا نام برد

## جمعیت
این روستا در دهستان طاغنکوه شمالی قرار دارد و براساس سرشماری مرکز آمار ایران در سال ۱۳۸۵، جمعیت آن ۲۷۷ نفر (۷۶خانوار) بوده‌است.